# Sampora (Cilimus)
Sampora is een bestuurslaag in het regentschap Kuningan van de provincie West-Java, Indonesië. Sampora telt 4482 inwoners (volkstelling 2010).